# ICE 4

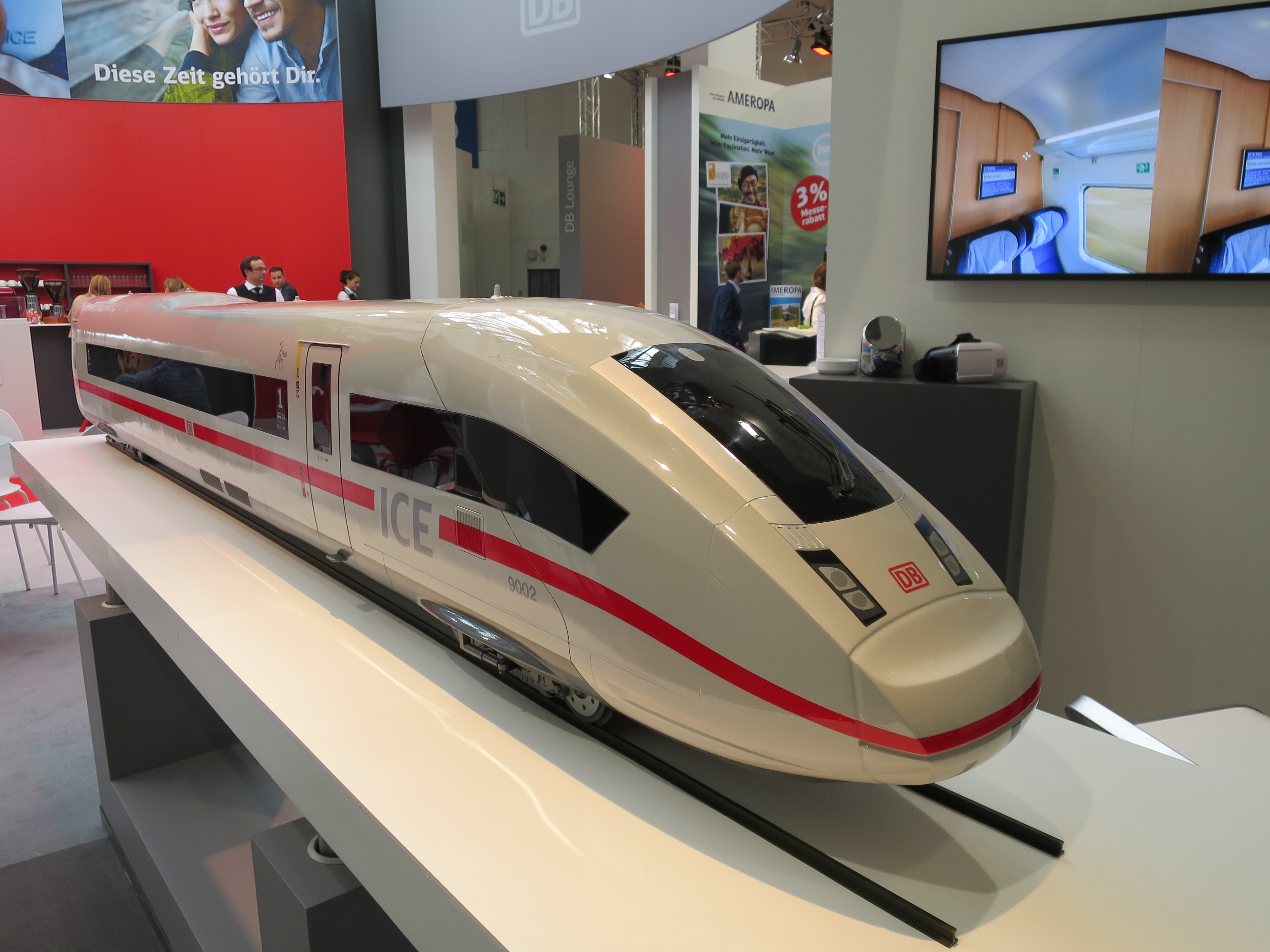
AZ ICE 4 makettje

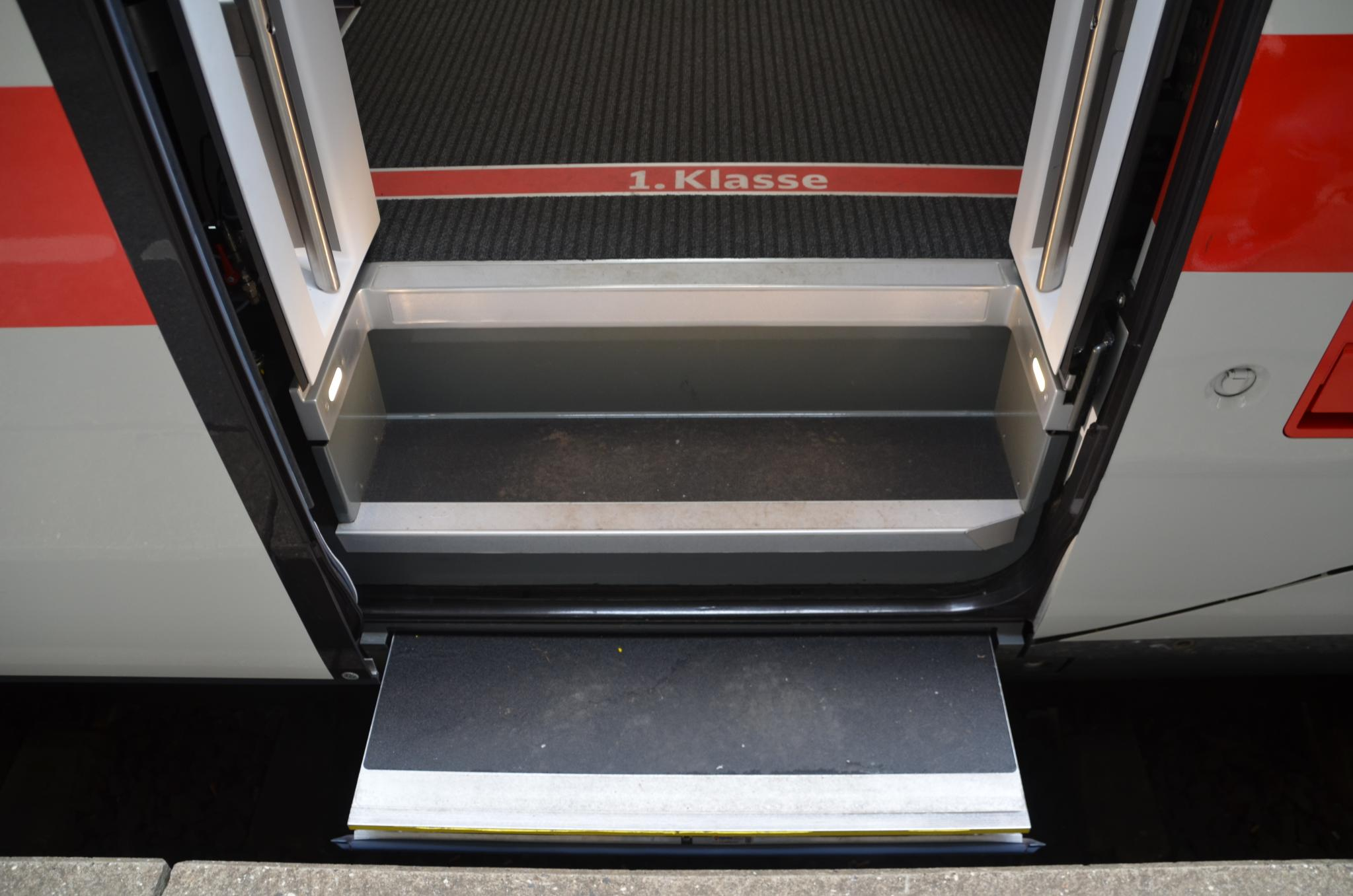
Beszállóajtó és lépcső

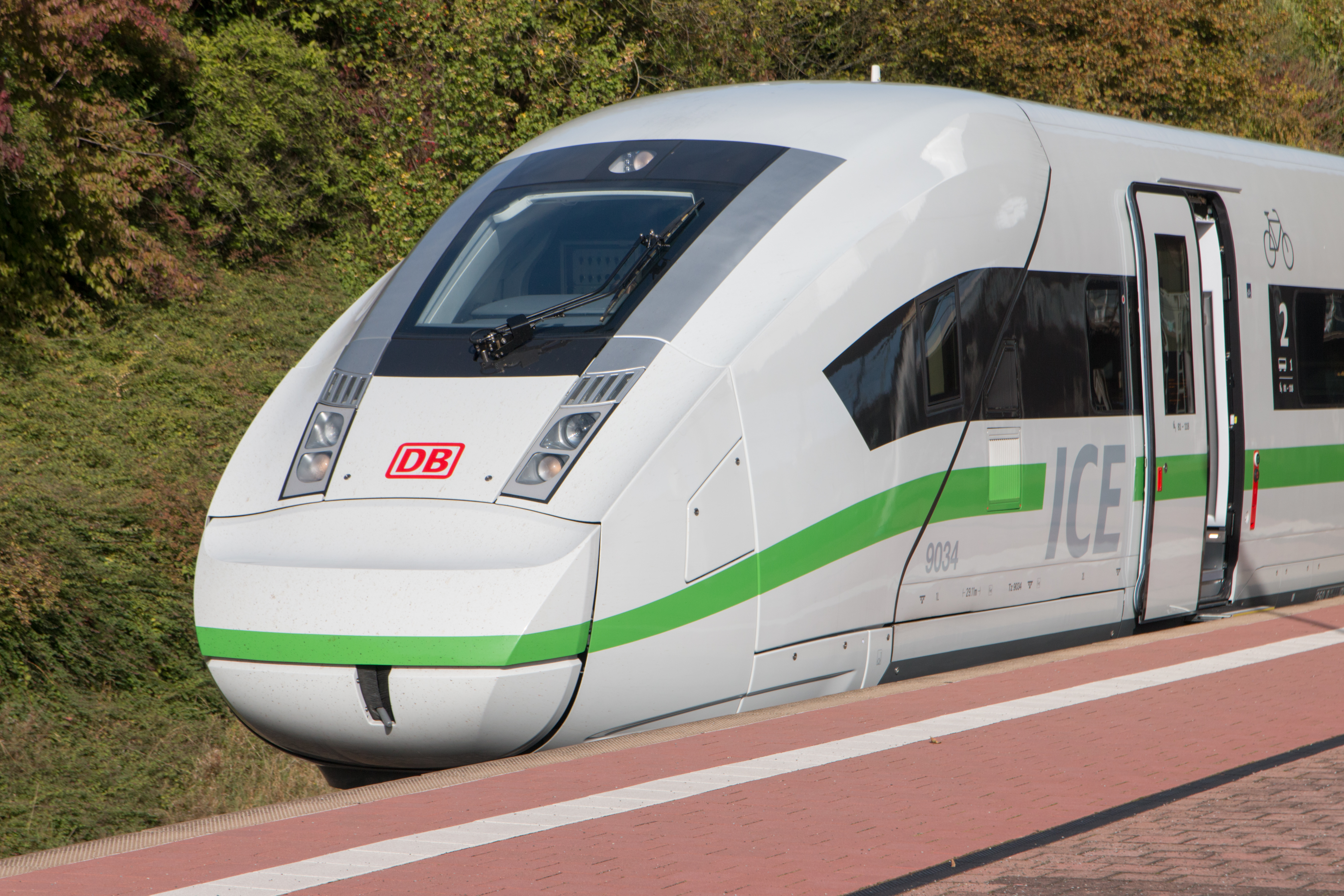
Zöld csík a piros helyett a környezetvédelem jegyében

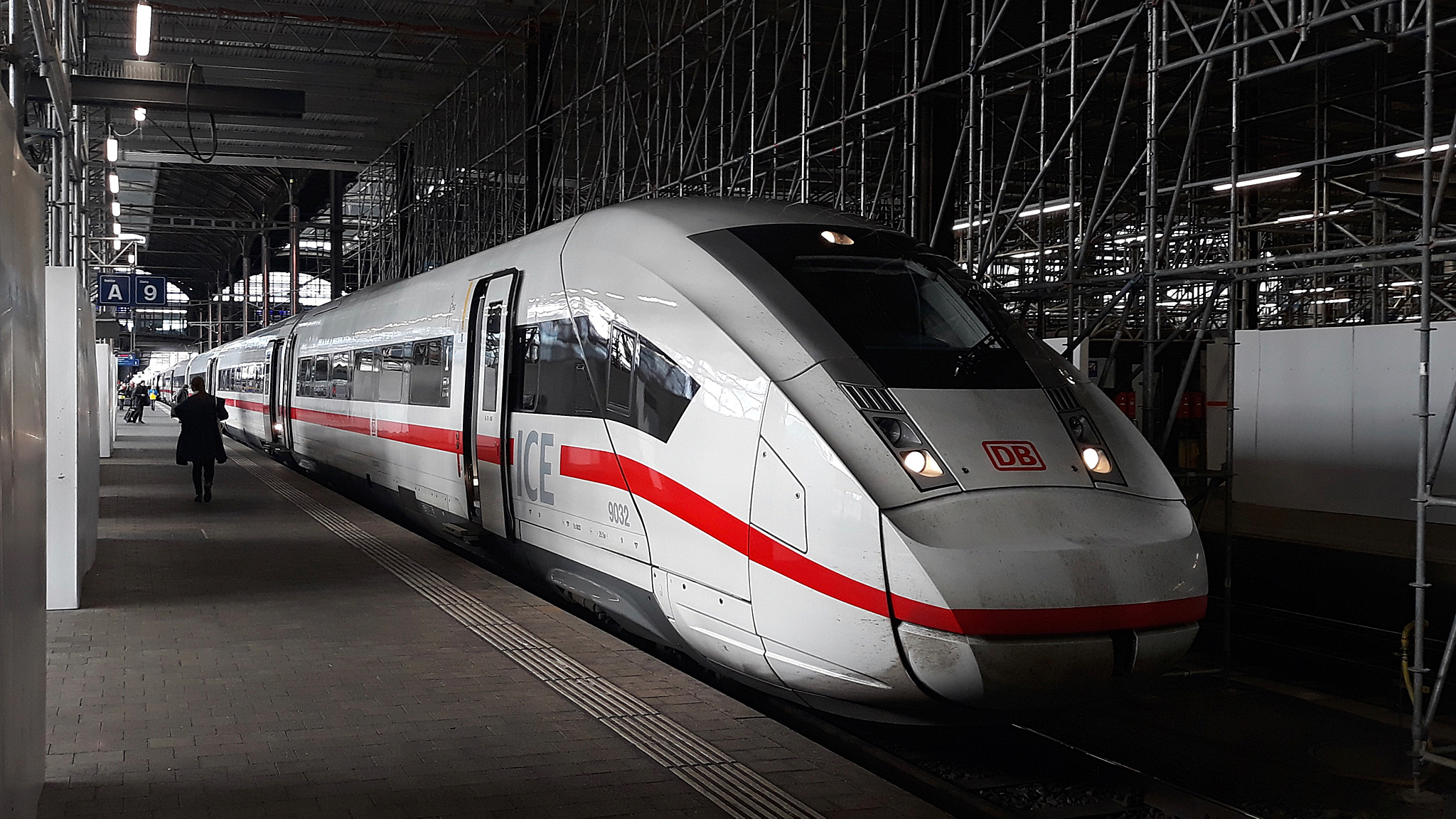
Bázelben

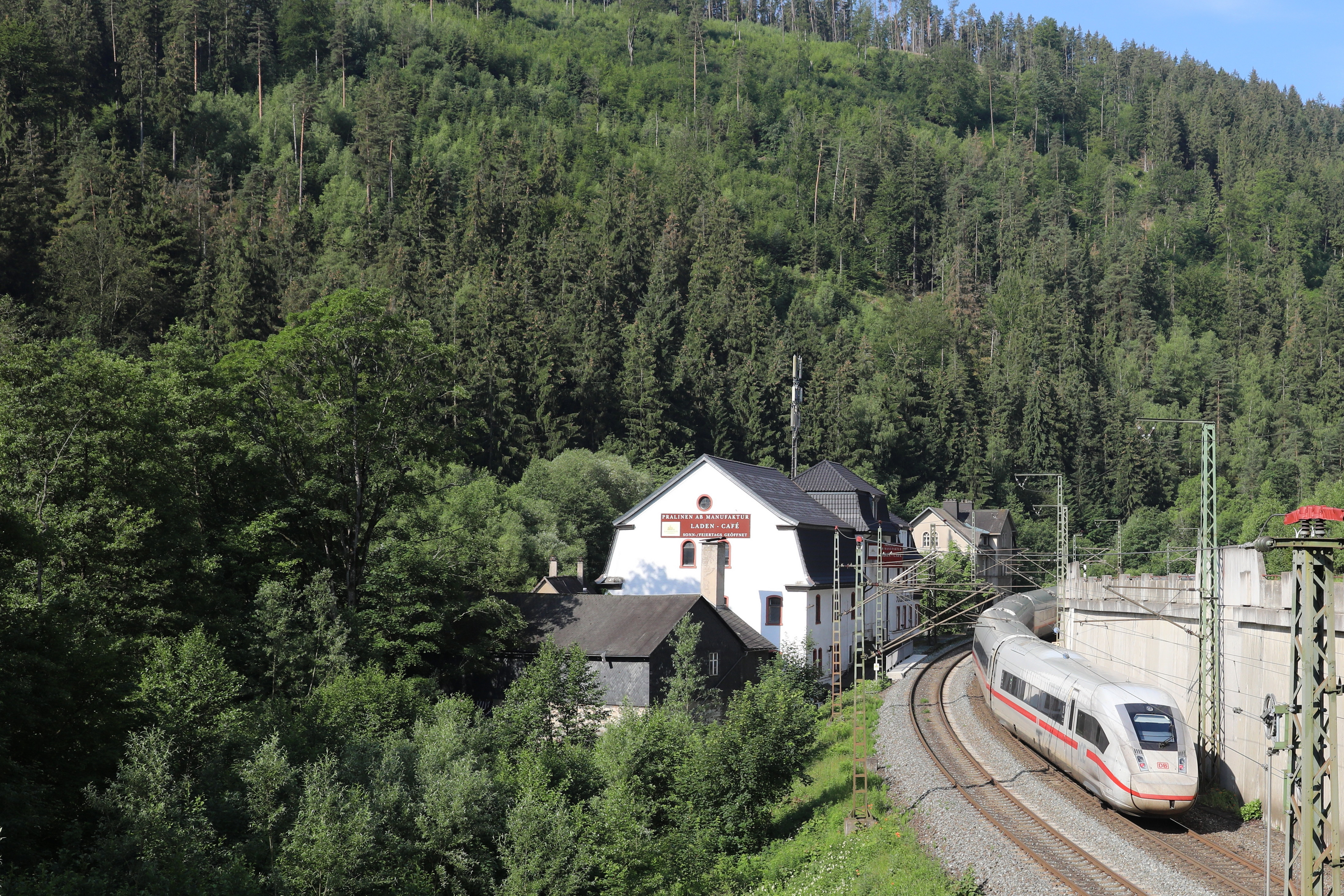
A Frankenwaldbahn vonalon

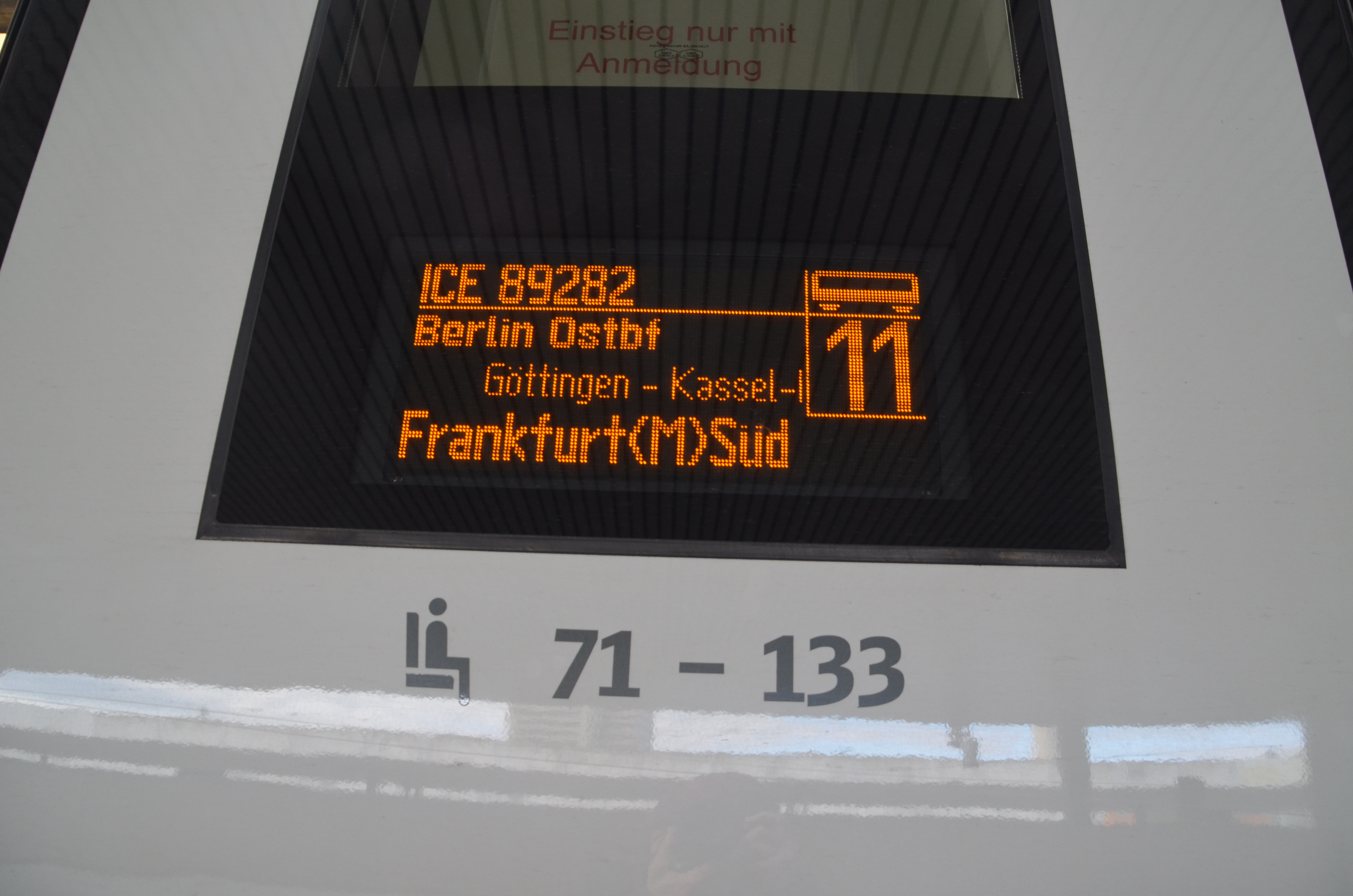
Az utastájékoztató kijelző

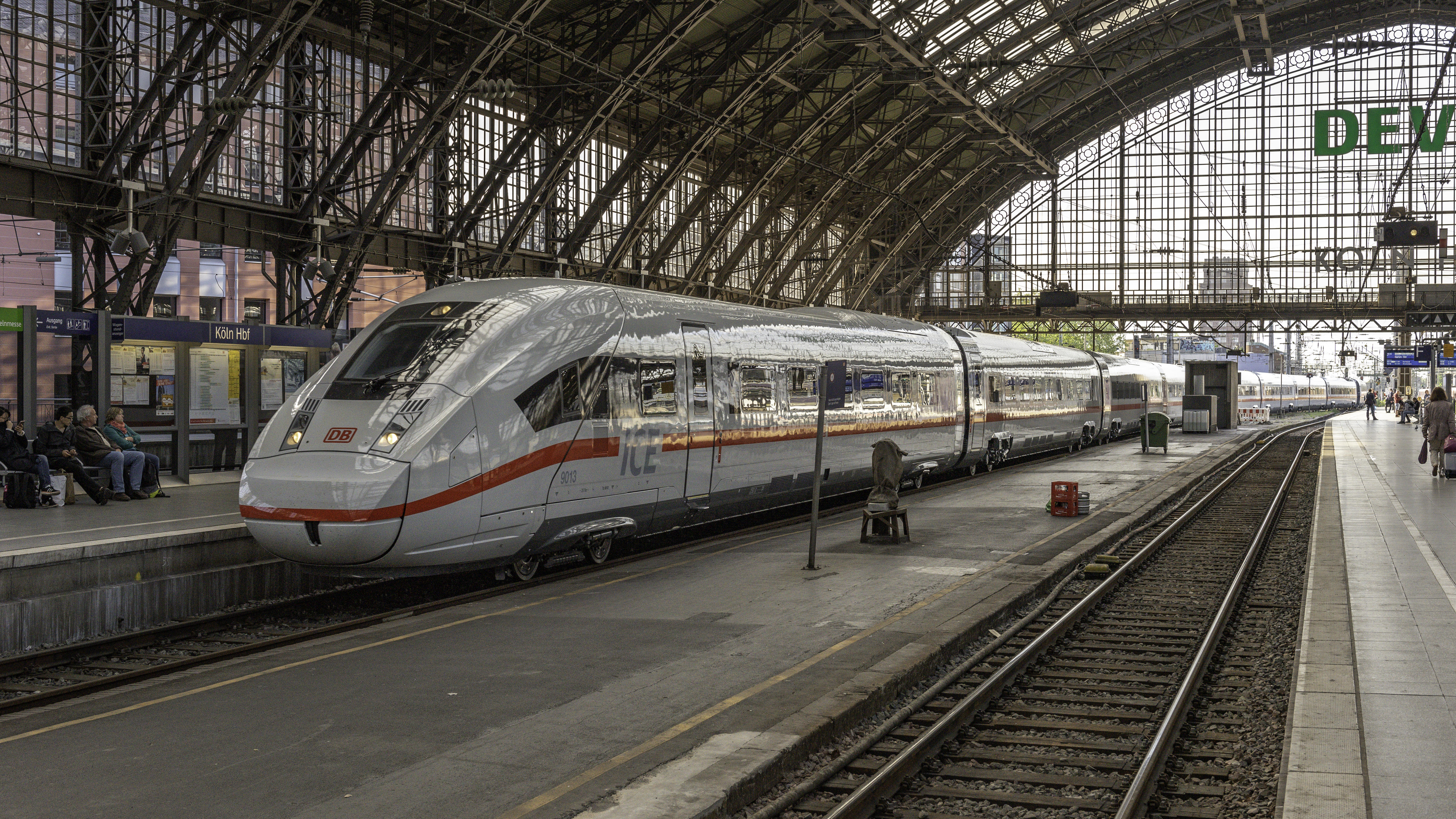
Köln Hauptbahnhof állomáson

Az ICE 4 egy német nagysebességű villamosmotorvonat-sorozat, mely a jelenlegi ICE 1 és ICE 2 vonatokat váltja le fokozatosan 2025-ig. Későbbi tervek között szerepel az ICE 3 flotta leváltása is. A tervezett darabszám 300 motorvonat, melyek folyamatosan állnának forgalomba 2016-tól 2025-ig. A 300 motorvonatban összesen 200 000 ülőhely lesz.
A Német Vasutak távolsági hálózatának az ICE 4 típus lesz a jövőbeli alaptípusa - az erről szóló megállapodás értelmében a Siemens vezette konzorcium első körben 130 vonatot épít.

## A tenderkiírás[3]
2010 nyarán a DB elérhetővé tette az ipar számára azt a kiírási dokumentációt, amely egy új nagysebességű járműcsaládra készült. A feltétfüzet inkább egy vastag könyv, mint sem füzet, amely összefoglalta az új járműgenerációk számára a nagysebességű járműforgalomban való hozzáférés alapjait. A következő két évtizedben a mozdonyvonatású Intercity és Eurocity flotta vonatait, továbbá az ICE 1 és ICE 2 vonatokat, végül pedig az ICE 3 motorvonatait is új járművekkel kell helyettesíteni. A kiírásnak nagy visszhangja volt a kínálati piacra, nagyobb, mint minden eddigi kiírásnak, állapította meg Dipl.Ing. Ulrich Höbel a Vasútgyártási Rendszerszövetségben gyártásért felelős személy. Az ICx megnevezés alatt összesen 300-ig terjedő, nemzeti és európai használatra egyaránt alkalmas kivitelben készülő vonatot (összesen 200 000 ülőhely kapacitás) kell érteni. Szállítási határidőként a 2014–2028 időközt állapítottak meg és az első motorvonatoknak 2014 decemberétől kezdve kellett menetrendszerű közlekedésre rendelkezésre állniuk. Olyan vonatokról van szó, amelyek az IC-vonatok pótlására készülnek és 230–250 km/h sebességre kell alkalmasnak lenniük. Kizárólag olyan motorvonatokat és motorkocsikat rendeltek, amelyek teljesen a mai motorvonatokra vagy motorkocsira hasonlítanak, a DB erősen moduláris koncepciót képzelt el az ICE 4 generáció számára. Az alap vonatban 500-550 ülőhely lesz, hosszabb változatokban pedig 630-700, illetve 730-810 ülőhely szükséges. Moduláris felépítésről akkor van szó, ha a műszaki alap-kialakítás a teljes sorozatra ugyanaz marad. A belső berendezések különbözőek, mindenekelőtt az étkezőkocsik belső kialakításában, attól függően, hogy egy vonat Intercityként, vagy ICE-ként fog közlekedni. A nagy megbízás révén a DB lehetőséget nyújt az ipar számára, hogy kapacitását egyenletesen, hosszabb időn keresztül terhelje ki.
Höbel meggyőződése: Ez biztosan költségelőnyökhöz vezet, és arra a célra törekszünk, hogy a vonatok egységenként és ülőhelyenként is az ICE-nél kedvezőbbek legyenek, mint ma... Hála a sok évre szétosztott nagy szériának, annak eredményeképpen az ár nem lehet sokkal nagyobb, lényegesen magasabb, mint a nagy értékű ICE vonatok. A nagy darabszámra és a gyártó egyenletes kiterhelésre való tekintettel az ipartól méltányos ajánlatot kalkulálhat. Az ICE 4 kifejlesztés egyszeri költségei nagy jármű darabszámra oszlanak meg. A jármű szabványosításáról és modularizálásáról az új generáció teljes élettartama alatt a gyártó gondoskodik és profitál: a karbantartás, tartalék alkatrészek, mozdonyvezetők és karbantartók kiképzése így lényegesen olcsóbb lesz, mint ma. Az első sorozat szállítása előtt két széria előtti (prototípus) vonatot kell a gyártónak rendelkezésre bocsátania 15 hónapos időre, valós használati körülmények között, vagyis menetrendszerű körülmények között utasokkal, hogy az új ICx megbízhatósága így igazolható legyen. A feltétfüzet kereken 8900 egyedi követelményt műszaki részleteiben közöl. Höbel szerint: Még így sem írjuk le a leendő ajánlattevőknek a tervezett vonatunk utolsó csavarjait. Bennünket csak az érdekel, hogy követelményeink magas minőségben és kötelezően teljesüljenek, és azt hogyan kínálja az ipar. A követelmények nagy száma a DB üzemi tapasztalatainak az eredménye, amelyet a nagysebességű forgalomban az 1990-es évek kezdete óta szerzett. A precíz adatok megkönnyítik az ipari partnerünkkel való közjátékot. Mindenki tudja, hogy mi a követelmény. Ez már eleve kizárja a félreértéseket és ellentétek kialakulását. Itt a kívánt attribútumok megfejtése megtörtént. 27% egy kötelező rész. Azok az ajánlatok, melyek ezt a kritériumot nem teljesítik, az azt adó kizárásához vezetnek. 22% „kell” feltétel, akik ezt a kritériumot nem teljesítik, az kizárásukat eredményezi. A 22% „kell” feltétel teljesítése – az üzemeltető vasút szempontjából kívánatos. A 19% további követelmény „Soll prio”-val van jellemezve. Itt a nagy gazdasági jelentőségű, betartandó kritériumokról van szó. Három % „opcióként” érvényes. Ezeket kötelezően tekintetbe kell venni az ajánlatok benyújtásakor.
A DB meglehetősen kemény kritériumokat fogalmazott meg az új vonatokkal szemben:
- A vonatokat csak akkor fizetik ki, ha azok üzemképesek, 100%-ig funkcióképesek
- Minden új ICE 4 szerelvénynek 2 hónapos – utasok nélküli – próbafutást kell teljesítenie
- A gyártónak garantálnia kell a kerekek 4 millió kilométeres futásteljesítményét.

Höbel: Ezek olyan dolgok, melyeket szívesen nice to have kifejezéssel írunk le – szép, ha mi egy gazdaságos vonathoz, jó árhoz juthatunk. Ilyen részletesen azonban nem csak a műszaki specialitásokat rögzítették (pl. a vonat hajtóművére), hanem olyan dolgokra is, mint pl. az ülés melletti szeméttartó, vagy az a kérdés, hogyan helyezhető el a ruhafogas. A DB vasúti távolsági forgalom azzal számol, hogy az összes nagy európai gyártó a legközelebbi IC/ICE generáció szállítására törekszik. A megbízások nagysága ellenére nem várható a vasúti piacon koncentráció, Höbel állítása szerint: E megbízás által az európai vasúti járműpiacon nem jött létre monopol helyzet a vasút számára. Európában évenként gyártónként több mint 60 motorvonatot gyártanak és szállítanak le. Ezzel a DB a tervezett szukcesszív szállítás mellett évente 30%-ot köt le, 19 vonatot vásárol. Az iparnak az új rendelésekre pénzügyileg is fel kell készülni. Eddig szokásos volt, hogy a nagy megrendeléseket előre finanszírozzák, most a DB átvételkor kíván fizetni. Meglepheti a nagy gyártókat, de ez a légiközlekedésnél is így szokás. Egyszerűen elvárjuk,, hogy a gyártó motiváltsága, pontos szállítási érdeke a megrendelés teljesítésekor az utolsó jármű leszállításáig nagy mértékben fennálljon. Annak érdekében, hogy a hosszú gyártási idő folyamán a váratlan események, meglepetések megakadályozhatóak legyenek, az ipar és a DB újabban egy közös managementtoolban egyezik meg. Hasonlóan, mint a gépkocsi iparban, az ipar és a DB az egész gyártási idő alatt egymás között kapcsolatot tart fenn (dynamic oriented requirements system), amely során információikat kicserélik.
Höbel összefoglalása: Az effektivitást fokozni, a költségelőnyöket közvetlen információcserével és a folyamat nagy áttekintésével, figyelemmel kell kísérni. Mind a két fél minden időben informálja a másikat a helyzet állásáról.
| Jelenlegi    | Vmax | Pótlásigény | Év   |
| ------------ | ---- | ----------- | ---- |
| 140 IC kocsi | 200  | IC          | 2015 |
| 59 vonat     | 280  | ICE 1       | 2020 |
| 44 félvonat  | 280  | ICE 2       | 2025 |
| 63 vonat     | 330  | ICE 3       | 2030 |
| 70 vonat     | 230  | ICE T       | 2028 |

## A DB és a Siemens végül aláírták az ICx üzletet
Hónapokon keresztül folyó tárgyalások után a Német Vasutak és a Siemens aláírták a szerződést, amely 6 milliárd euró értékben új távolsági vonatok szállítását tartalmazza, melyet ICx-ként ismernek. A DB 130, ICx vonatot rendelt és további 90 vonat beszerzését tervezi. A DB ezen kívül opcióval rendelkezik 2030-ig további 80 vonat beszerzésére. Bár a Siemenset választották ki a pályázók közül, de a megállapodás igen nehezen született meg, mert közel egy évig tartott az árvita.
A DB elnöke kijelentette: az ICx vonattal sarokkövet fektettünk le a jövő távolsági közlekedése területén, új szabványokat alkottunk a megbízhatóság területén, a környezettel való összhang és kényelem tekintetében is. A vasúti rendszer hasznát utasaink élvezhetik, és a világ egyik legkorszerűbb vonatán utazhatnak.

## Változatok[3]
A motorvonatok két változatban fognak készülni:
- K1n: 499 ülőhely (80 az 1. osztályon) hétrészes, összesen 202 m hosszú, maximális gyorsulás: 0,55 m/s², maximális sebesség: 230 km/h,
- K3S a 724 ülőhely (210 az 1. osztályon) tízrészes, összesen 288 m hosszú, maximális gyorsulás: 0,53 m/s ², maximális sebesség: 249 km/h

Két kivitelben építik meg az első két motorvonatot, melyek 2016-ban állnak üzembe. Az első variáció egy hét kocsis vonat, ebből három hajtott, motorkocsi, és 499 ülőhelyes lesz. Az ICx maximális sebessége 230 km/h lesz. Az ICx váltja fel a német intercity mozdony vontatta vonatait, melyek legnagyobb sebessége 200 km/h. A másik variáció szerinti motorvonat az ICE 1, és az ICE 2 motorvonati egységeket váltja fel, melyek 250 km/h sebességgel közlekednek. Ez a 10 kocsis vonat legfeljebb 5 motorkocsit tartalmazhat, 724 ülőhelye lesz, és 250 km/h sebességű. Mind a két vonat kialakítása esetén a vonatokban lesz étkező kocsi 17-23 ülőhellyel, bisztró kocsival, és a biciklik tárolására szolgáló hellyel.
A Siemens megállapodott a Bombardierrel, hogy a kocsiszekrényeket, és a közbenső kocsik forgóvázait tőle rendeli meg. Ezen túlmenően a kocsik összeszerelését is a Bombardier végzi, ami a 220 kocsinál 2,1 milliárd termelési értéket jelent az alvállalkozónak.
A jó aerodinamikai kialakításnak köszönhetően az ICx kisebb menetellenállású lesz, mint az ICE vonatok, és a 200 méter hosszúságú vonatok tömege 20 tonnával kisebb lesz mint elődeié. Az egy utasra számított energia felhasználása az új ICx vonatnak 30 százalékkal lesz kisebb a jelenlegi vonatokénál. A sorozatgyártás előtti próbák 14 hónapot vesznek igénybe, amelyből 12 hónap személyszállítási próbaüzem lesz, hogy bebizonyíthassuk a fejlődést, az utasok nagyobb komfortját, jelentette ki a DB elnöke. A Bombardier Transportation partnertársulási keretmegállapodást kötött a Siemens AG-vel, amelynek értelmében a Deutsche Bahn (DB AG) számára akár 300 ICx típusú nagysebességű vonathoz fejleszt és szállít fontos alkatrészeket. Az első 130 vonatra szóló opció lehívása mintegy 1,3 milliárd euró bevételt jelent a Bombardier számára. A DB AG további 90 nagysebességű vonat lehívását is tervezi a Siemenstől, így az összesen 220 vonatra szóló megrendelés mintegy 2,1 milliárd euró bevételt jelent a Bombardier számára. A Siemens és a DB AG között fennálló keret-megállapodás további 80 vonat lehívására szóló opciót is tartalmaz, mely 2030-ig bármikor igénybe vehető. A szerződés összértéke a teljes, 300 vonatos megbízás értéke 10 milliárd euró (kb., 2 750 milliárd forint).
Így a DB távolsági vonatainak a 70%-át fogja kitenni az ICx flotta.

## Üzembeállás
A motorvonatok három részletben fognak érkezni:
- Első garnitúra 2020-ig: IC vonatok helyett, 130 szerelvény, vonatonként 500 ülőhellyel és 230 km/h sebességgel. A vonatok Németországban, Ausztriában, Svájcban és részben Hollandiában fognak közlekedni.[1]
- Második garnitúra, 2025-ig: az ICE 1 és ICE 2 flotta helyett, 90 szerelvény, vonatonként 760 ülőhellyel és 249 km/h sebességgel. A vonatok Franciaországban, Olaszországban, Lengyelországban és Csehországban fognak közlekedni.[1]
- Harmadik garnitúra (opcionális): az ICE 3 vonatok helyett, 80 szerelvény, 249 km/h sebességgel.[1]

## Műszaki jellemzése
A korábbi nagysebességű vonatok jellemzően konstrukciós és vezérléstechnikai szempontból két, összecsatolt félvonatból tevődnek össze. Ezek a félvonatok jellemzően 4 vagy 5 kocsiból állnak, saját (általában redundáns) vezérlőegységgel, un. ZSG-vel (Zentrales Steuergerät) rendelkeznek. A kocsik sorrendje és felépítése fix, ezért a vonat összeállítása nem változtatható, maximum több ilyen 8-10 kocsis szerelvény csatolható össze.
Az új koncepció szerint minden kocsi saját vezérlőegységgel (ZSG-vel) rendelkezik, a vonat powercar-okból és normál kocsikból áll össze. A powercar-ok minden tengelyét a forgóvázaikba integrált motorok hajtják (kocsinként 4 motor, 1650 kW névleges teljesítménnyel), és ezeknek a padlószintje alatt kerülnek elhelyezésre a transzformátorok, áram-átalakítók, trakció-hűtő berendezések. Ezeknek a sorrendje részben kötött, de sokkal rugalmasabb konfigurálási lehetőségeket tesz lehetővé, mivel így a szerelvények hossza 5-től 14 kocsiig szabadon megválasztható, és a vonat által elérni kívánt maximális teljesítmény is változtatható.
Az új vonat aerodinamikus kialakításának és könnyített szerkezetének köszönhetően csökken a fogyasztása, a generátoros fékek pedig a fékezési energia egy részét visszatermelik a hálózatba. A Siemens 30%-os megtakarítást garantál a Deutsche Bahn felé a vonat tekintetében.
A gazdaságos üzemeltetéshez járul hozzá a jobb helykihasználás is. A kocsik hosszát 28 méterre növelték, így a korábban 8 kocsiból összeállított 200 méteres szerelvény ennél a vonatnál csak 7 kocsiból áll. A belső tér ezáltal növekedett, és 500 ülőhely elhelyezését teszi lehetővé a fent mér említett 200 méteres hosszon.
A korábbi, Siemens vonatoknál alkalmazott Sibas 32 irányítástechnikai rendszer helyett a cég egy új rendszer, a Sibas PN fejlesztésébe fogott, és ennek a Simatic bázisú automatizálási rendszernek az egyik főpróbája az ICx lesz.
A vonat teljes kommunikációs rendszerét is újra kellett szervezni, az új struktúrának a powercar koncepció követelményeinek kell megfelelnie. A korábbi WTB vonatszintű kommunikációs rendszert az ethernet bázisú ETB (Ethernet Train Bus), míg az MVB helyett a iparban már egyre szélesebb körben alkalmazott Profinet IO kerül bevetésre.
A Powercar koncepció az új (SIBAS PN) rendszertől új irányítástechnikai architektúrát követel meg, hiszen a korábbi "egy félvonat egy redundáns ZSG" modell ennek a vonatnak az esetén nem alkalmazható.
Ebben az esetben minden vonatkocsi saját vezérléssel, azaz saját ZSG-vel fog rendelkezni, és ezek az ETB-n keresztül fognak egymással kommunikálni. A rendszer erősen decentralizált lesz, a legtöbb alrendszer (fékek, ajtók, hajtás, trafo) minden egysége saját vezérlővel és saját Profinet IO csatlakozással (egyedi GSD-kel) fog rendelkezni.

## Nemzetközi járatai
A vonat flexibilitása a nemzetközi forgalomban járatását is jelentősen megkönnyíti. Maximális kiépítésében 4 áramnem alkalmazására lesz alkalmas, és Európa legtöbb biztosítóberendezésével is együtt tud majd működni.
Jelenlegi tervek szerint, a DB igényei szerint a vonat Németországból az alábbi országokba fog közlekedni: Ausztria, Svájc, Hollandia, Dánia, Franciaország, Luxemburg, Lengyelország, Csehország, Olaszország.
Magyarország egyelőre nem szerepel a DB terveiben célországként.

## Lásd még
- Intercity 2 (Deutsche Bahn)